# Plicamycin
Plicamycin (INN, còn được gọi là mithramycin; tên thương mại Mithracin) là một loại kháng sinh chống ung thư được sản xuất bởi Streptomyces plicatus. Nó là một chất ức chế tổng hợp RNA. Nhà sản xuất đã ngừng sản xuất vào năm 2000. Một số cấu trúc khác nhau hiện được báo cáo ở những nơi khác nhau có cùng lõi chromomycin, nhưng với cấu trúc lập thể khác nhau trong chuỗi glycoside, một nghiên cứu năm 1999 đã nghiên cứu lại hợp chất và đề xuất cấu trúc sửa đổi.

## Công dụng
Plicamycin đã được sử dụng trong điều trị ung thư tinh hoàn, Bệnh xương của Paget, và, hiếm khi, kiểm soát chứng tăng calci máu.
Plicamycin đã được thử nghiệm trong bệnh bạch cầu dòng tủy mạn tính.
Plicamycin hiện đang được sử dụng trong nhiều lĩnh vực nghiên cứu, bao gồm apoptosis tế bào ung thư  và như một chất ức chế di căn.
Một con đường được làm sáng tỏ cho thấy nó tương tác bởi các mô-đun quảng bá giàu chất nhiễm sắc liên kết với nhau, do đó ức chế phiên mã gen.